# Dia complementari
Un dia complementari (en francès, jour complémentaire) és dels cinc o sis darrers dies del calendari republicà francès, instituït per la Convenció Nacional de la Primera República Francesa. El calendari dissenyat per Gilbert Romme, Joseph-Jerôme de Lalande, Jean-baptiste-Joseph Delambre i Pierre-simon Laplace havia estat dividit en 12 mesos de 30 dies cadascun. Doncs, per completar un any comú faltaven 5 dies, i 6 dies als anys de traspàs. És per això que es creà aquesta categoria de Dies complementaris per encabir el romanent de dies que el calendari que havien dissenyat tenia. En un primer moment foren anomenats épagomènes (10 de setembre de 1793); més tard sanculottides, en honor dels sans-culotte de la Revolució Francesa; finalment, acabaren esdevenint els jours complémentaires.
Els dies complementaris se situen a la fi del mes de Fructidor, darrer mes del calendari republicà i aquests 5 o 6 dies clouen l'any republicà. Cada 4 anys (una Franciade, segons els decrets de la Convenció Nacional) s'afegia un sisè dia correctiu i s'adequava el calendari al calendari solar.

## Llista dels dies complementaris
- Fête de la Vertu o "Festa de la Virtut" el 17 o 18 de setembre. Dia consagrat a les bones accions individuals.
- Fête du Génie o "Festa del Geni'" el 18 o 19 de setembre. Dia consagrat a l'atribut més preciós de l'espècie humana: la intel·ligència.
- Fête du Travail o "Festa del Treball" el 19 o 20 de setembre. Dia consagrat a la indústria i a l'activitat laboriosa.
- Fête de l'Opinion o "Festa de l'Opinió" el 20 o 21 de setembre. Dia consagrat a la lliure expressió –no penada pels tribunals– del Poble francès.
- Fête des Récompenses o "Festa de les Recompenses" el 21 o 22 de setembre. Dia consagrat al testimoniatge públic de gratitud nacional vers els benefactors de la Nació francesa.
- Fête de la Révolution o "Festa de la Revolució" el 22 o 23 de setembre (en anys de traspàs). Dia consagrat a jocs nacionals en els quals hi havia una remembrança de les valors de la Revolució de 1789 i els seus herois.